# Geelvlekdrievorkmot
De geelvlekdrievorkmot (Trifurcula subnitidella) is een vlinder uit de familie dwergmineermotten (Nepticulidae). De wetenschappelijke naam is voor het eerst geldig gepubliceerd in 1843 door Duponchel.
De soort komt voor in Europa.